# Huishui
Huishui (chinesisch 惠水县, Pinyin Huìshuǐ Xiàn) ist ein chinesischer Kreis im Autonomen Bezirk Qiannan der Bouyei und Miao im Süden der Provinz Guizhou. Huishui hat eine Fläche von 2.478 km² und zählt 358.500 Einwohner (Stand: Ende 2018). Sein Hauptort ist die Großgemeinde Heping (和平镇).

## Administrative Gliederung
Auf Gemeindeebene setzt sich Huishui aus acht Großgemeinden und siebzehn Gemeinden zusammen. 